# Ратни филм
Ратни филм је филмски жанр који се бави ратом, обично о поморским, ваздушним или копненим биткама, понекад се фокусира на ратне заробљенике, тајне операције, војну обуку и друге сродне предмете. Често се усредсреди на дневни војни или цивилни живот у ратно доба, без приказа битке. Њихове приче могу бити измишљене, на основу историјских података или повремено биографске.